# الکسی کیتایف
الکسی کیتایف (روسی: Алексей Юрьевич Китаев؛ متولد ۲۶ اوت ۱۹۶۳) استاد فیزیک روسی - آمریکایی در مؤسسه فناوری کالیفرنیا و عضو دائم مؤسسه فیزیک نظری کاولی است. وی بیشتر به علت معرفی الگوریتم فاز کوانتومی و مفهوم رایانه کوانتومی توپولوژیکی برای پژوهشهایش در مؤسسه فیزیک نظری لانداو شناخته شده‌است.

## زندگی‌نامه
کیتایف در روسیه تحصیل کرد و موفق به اخذ مدرک کارشناسی ارشد از مؤسسه فیزیک و فناوری مسکو در سال ۱۹۸۶ و دکتری از مؤسسه فیزیک نظری لانداو (۱۹۸۹) شد. او قبلاً به عنوان محقق (۲۰۰۲–۱۹۹۱) در تحقیقات مایکروسافت، همکار تحقیقاتی (۱۹۸۹–۱۹۹۸) در انستیتوی لانداو و استاد در دانشگاه کلتک خدمت کرده است.